# Madagascar 3: Europe's Most Wanted
Madagascar 3: Europe's Most Wanted (Nederlandse titel: Madagascar 3: Op Avontuur in Europa) is een Amerikaanse computeranimatiefilm geproduceerd door DreamWorks Animation en uitgegeven door Paramount Pictures. Het is het derde deel in de Madagascar serie en is het vervolg op Madagascar: Escape 2 Africa. Het is de eerste 3D-film in de serie. De film is geregisseerd door Eric Darnell, Tom McGrath en Conrad Vernon en kwam uit op 8 juni 2012. De première was op het Filmfestival van Cannes in mei 2012. De film draaide vanaf 6 juni in de Belgische bioscopen en 6 dagen later draaide de film ook in Nederland.

## Verhaal
Alex de leeuw, Marty de zebra, Melman de giraffe en Gloria het nijlpaard gaan op reis naar New York nadat ze naar Afrika zijn ontsnapt. Aangewezen op de mechanische kennis van de beruchte chimpansees en pinguïns is hun plan gedoemd te mislukken en stranden ze in Monte Carlo, Monaco. Hier sluiten ze zich per ongeluk aan bij een rondreizend circus om zo te ontsnappen aan Europa en het dierenasiel, onder leiding van Chantel DuBois, dat op hun hielen zit. Het circus, onder leiding van de eerbiedwaardige Siberische tijger Vitaly, heeft betere dagen gezien. In een tour langs een reeks Europese steden die eindigt in een prachtige Big Top in het centrum van Londen helpen Alex, Marty, Melman en Gloria Vitaly de tijger, Gia de luipaard en Stefano de zeeleeuw hun passie voor showbusiness te herontdekken en het circus nieuw leven in te blazen.

## Stemmen
| Originele stemmen      | Originele stemmen        | Originele stemmen |
| Stemacteur             | Personage                |                   |
| ---------------------- | ------------------------ | ----------------- |
| Ben Stiller            | Alex                     |                   |
| Chris Rock             | Marty                    |                   |
| David Schwimmer        | Melman                   |                   |
| Jada Pinkett Smith     | Gloria                   |                   |
| Sacha Baron Cohen      | King Julien XIII         |                   |
| Cedric the Entertainer | Maurice                  |                   |
| Andy Richter           | Mort                     |                   |
| Frances McDormand      | Capitaine Chantel DuBois |                   |
| Bryan Cranston         | Vitaly                   |                   |
| Martin Short           | Stefano                  |                   |
| Jessica Chastain       | Gia                      |                   |
| Paz Vega               | Carmen                   |                   |
| John Di Maggio         | Rico                     |                   |
| Tom McGrath            | Skipper                  |                   |
| Chris Miller           | Kowalski                 |                   |
| Christopher Knights    | Private (Junior)         |                   |
| Danny Jacobs           | Croupier / Circus Master |                   |

| Nederlandse stemmen | Nederlandse stemmen | Nederlandse stemmen                    |
| Stemacteur          | Personage           | Opmerkingen                            |
| ------------------- | ------------------- | -------------------------------------- |
| Hans Somers         | Alex                | de leeuw                               |
| Rogier Komproe      | Marty               | de zebra                               |
| Fred Butter         | Melman              | de giraffe                             |
| Laura Vlasblom      | Gloria              | het nijlpaard                          |
| John Jones          | Koning Julien XIII  | de koning van de lemuren op Madagascar |
| Murth Mossel        | Maurice             | het vingerdier                         |
| Dieter Jansen       | Mort                | de lemuur                              |
| Frans Limburg       | Skipper             | de pinguïn                             |
| Loes Luca           | Chantel Dubois      |                                        |
| Robert ten Brink    | Vitaly              | de tijger                              |
| Georgina Verbaan    | Gia                 | de luipaard                            |
| Charly Luske        | Stefano             | de zeeleeuw                            |
| Paul Klooté         | Kowalski            | de pinguïn                             |
| Huub Dikstaal       | Junior              | de pinguïn                             |
| Bart Bosch          | Rico                | de pinguïn                             |
| Sander de Heer      | Mason               | de aap                                 |
| Paul Disbergen      | politieman          |                                        |

Overige - Fred Meijer, Jelmer Kaan, Jessica Mendels, Edna Kalb, Patty Paff, Lizemijn Libgott, Leo Richardson, Maeve McNab, Desiree Verhagen en Xavier Werner
| Vlaamse stemmen       | Vlaamse stemmen    | Vlaamse stemmen                        |
| Stemacteur            | Personage          | Opmerkingen                            |
| --------------------- | ------------------ | -------------------------------------- |
| Michaël Pas           | Alex               | de leeuw                               |
| Luc Vandeput          | Marty              | de zebra                               |
| Peter Van Gucht       | Melman             | de giraffe                             |
| Francesca Vanthielen  | Gloria             | het nijlpaard                          |
| Dieter Troubleyn      | Koning Julien XIII | de koning van de lemuren op Madagascar |
| Luk De Koninck        | Maurice            | het vingerdier                         |
| Walter Baele          | Mort               | de lemuur                              |
| Eric Hofman           | Schipper           | de pinguïn                             |
| Hilde Van Mieghem     | Chantel Dubois     |                                        |
| Peter Bastiaensen     | Vitaly             | de tijger                              |
| Eline De Munck        | Gia                | de jaguar                              |
| Hans Van Cauwenberghe | Stefano            | de zeeleeuw                            |
| Ludo Hellinx          | Mason              | de aap                                 |

## Muziek
De filmmuziek werd gecomponeerd door Hans Zimmer. Deze muziek werd samen met enkele hits die in de film gebruikt zijn, zoals We No Speak Americano van Yolanda Be Cool & DCUP en Firework van Katy Perry uitgebracht op een soundtrackalbum door Interscope Records.